# Plat-Pays-de-Saulieu
Plat-Pays-de-Saulieu était une commune française, située dans le département de la Côte-d'Or et la région Bourgogne-Franche-Comté. La commune a disparu officiellement le 1er janvier 1859 à la suite de son rattachement à la commune de Saulieu.